# 阿盧托山
7°47′13″N 38°46′16″E / 7.787°N 38.771°E
阿盧托山是埃塞俄比亞的火山，位於該國中南部，處於奧羅米亞州，屬於複式火山，海拔高度2,365米，最近一次火山爆發在公元前50年左右發生。